# Синдел (село, Болгария)
Синдел (болг. Синдел; болг. дореф. Синдѣлъ) — село в Болгарии. Находится в Варненской области, входит в общину Аврен. Население составляет 1 235 человек.

## Политическая ситуация
В местном кметстве Синдел, в состав которого входит Синдел, должность кмета (старосты) исполняет Георги Илиев Панайотов (Граждане за европейское развитие Болгарии (ГЕРБ)) по результатам выборов правления кметства.
Кмет (мэр) общины Аврен — Красимир Христов Тодоров (коалиция в составе 2 партий: Национальное движение «Симеон Второй» (НДСВ), Болгарская социал-демократия (БСД)) по результатам выборов в правление общины.

## Интересные факты
В честь села болгарскими полярниками назван мыс (см. en:Sindel Point) в Антарктике.